# Seguidilla
La seguidilla è una strofa di quattro versi, i dispari sono settenari e i pari quinari con rima assonanzata. Questo tipo di versi vengono definiti in Spagna versi di arte minore (versos de arte menor).

## Tipi
- Seguidilla simple: i versi dispari rimano fra loro (7a 5b 7a 5b). Questo tipo di seguidilla è stato usato nella letteratura spagnola dal medioevo (secolo XI) fino ai nostri giorni.

(Federico García Lorca, Los pelegrinos.)
- Seguidilla compuesta: aggiunge alla forma elementare tre versi, due quinari (pentasílabos) e un settenario (heptasílabo) intermedio (7- 5a 7- 5a / 5b 7- 5b).
- Seguidilla chamberga: è il risultato sommando tre pareados assonanzati (un verso trisillabo più un altro settenario  alla forma elementare della seguidilla.
- Seguidilla gitana C'era una volta un ragazzetto che aveva una barchetta che si chiamava seguidilla. Questa barchetta si diceva che solcasse i sette mari in cerca della sua sposa chiamata Isabel.
- Seguidilla real

## Origini
Una forma primordiale della seguidilla si ritrova già nella kharja. Tomás Navarro Tomás menzionò come precursori della seguidilla due kharjas ispano-ebraiche composte tra l'XI e il XII secolo, di cui la prima fu trascritta e tradotta da Emilio García Gómez come segue:
(testo originale)
¿Báidēš ad Ešbīlya
fī zayyi táŷ ir?
¡Qērēd amigar-noš
d´Aben Muhaŷir!
(traduzione in spagnolo di Emilio García Gómez)
¿Os vais de Sevilla
en guisa de mercader?
Haced el favor de hacernos amigos
de Aben Muhaŷir.
(traduzione in italiano)
¿State lasciando Siviglia
nelle vesti di mercante?
Per favore, fateci diventare amici
di Aben Muhaŷir.
Questa quartina è composta da versi dispari esasillabi e da versi pari pentasillabi, il che le conferisce un ritmo simile alla seguidilla, con rima consonantica nei versi pentasillabi. Si tratta di una strofa analoga alla kharja numero V della serie araba, i cui versi endecasillabi sono divisi in due emistichi di sei e cinque sillabe, con rima consonantica nei versi pari.
Le Cantigas de amigo in lingua galiziano-portoghese raccolgono alcune testimonianze del ritmo della seguidilla nel XIII secolo, come questa di Martín Codax:
(testo originale)
Mía irmana fremosa,
treides comigo
a la igreja de Vigo,
u é o mar salido.
(traduzione in spagnolo)
Hermosa hermana mía,
vente conmigo
a la iglesia de Vigo,
donde está el mar agitado.
(traduzione in italiano)
Mia graziosa sorella,
vieni con me
alla chiesa di Vigo,
dov'è il mare in tempesta.
Il primo esempio di seguidilla riportata in forma scritta in lingua spagnola appartiene al poeta Juan Álvarez Gato (1440–1509), che la adattò per un contrafactum e la usò come tema per un villancico devozionale:
(testo originale in spagnolo)
Quita allá, que no quiero, / falso enemigo, / quita allá que no quiero / que huelgues conmigo.
Quita allá, que no quiero, / mundo enemigo, / quita allá que no quiero / pendencias contigo.
(traduzione in italiano)
Allontanati, non ti voglio, / falso nemico, / allontanati, non ti voglio / colpire insieme a me.
Allontanati, non voglio, / mondo nemico, / allontanati, non voglio / litigi con te.
Miguel de Cervantes menzionò le seguidillas con il termine di seguidas nella novella El celoso extremeño (contenuta all'interno delle Novelle esemplari); altri riferimenti di Cervantes sulle seguidillas nelle sue opere si possono rinvenire nel capitolo II di Don Chisciotte della Mancia e nel romanzo Viaje del Parnaso.